# 法斯考市鎮
法斯考市镇（丹麥語：Favrskov Kommune）是丹麥的一個市镇，位於日德蘭半島東北部，屬中日德蘭大區。面積539.36平方公里，2009年人口46,248人。行政中心设於欣訥魯普。
2007年1月1日由海斯滕、哈默斯、欣訥魯普、沃爾斯萊烏四個市镇以及朗奧市鎮南部合併而成。